# Ophiopus arcticus
Ophiopus arcticus är en ormstjärneart som beskrevs av Ljungman 1867. Ophiopus arcticus ingår i släktet Ophiopus och familjen bandormstjärnor. Inga underarter finns listade i Catalogue of Life.